# Ravennate (Cesena)

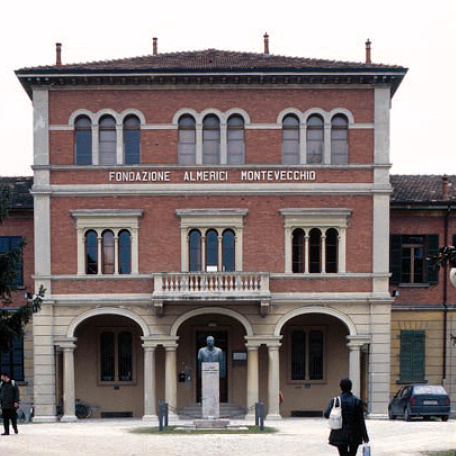
Il campus di scienze dell'alimentazione

Ravennate è un quartiere della città di Cesena.
Si estende su una superficie di 34,78 km², confinando a sud con il quartiere Cervese Sud, ad ovest con il Dismano e ad est con il Cervese Nord. Il quartiere comprende le zone di Martorano, Ronta e San Martino in Fiume. La sua popolazione conta 6 253 abitanti (dati del 2007). Nel quartiere Ravennate sorgono il comando dei vigili del fuoco (in via E. Ferrari, 61), la facoltà di Agraria, la sede della Confcommercio di Cesena ed un'importante zona commerciale. Nel quartiere è presente il campus di scienze alimentari.